# 何安繼
何安繼（1958年－），中華民國陸軍中將（退役），畢業於陸軍官校正49期、國立中央大學EMBA碩士，曾任退輔會欣中天然氣公司總經理、陸軍副司令、國防部軍備局長、陸軍八軍團指揮官、陸軍教準部指揮官、首任國防部政務辦公室主任、國防部長高華柱辦公室主任、陸軍澎防部指揮官、國防部戰規司軍編處少將處長、陸軍158旅少將旅長，2017年4月起屆齡退役。

## 荣誉

### 中华民国勋章奖章
- 光华甲种二等奖章（2017年3月27日于台北颁授[4]）